# Szántó Gábor (labdarúgó)
Szántó Gábor (Miskolc, 1958. január 31. –) válogatott labdarúgó, jobbhátvéd.

## Pályafutása

### Klubcsapatban
1976-ig a Hejőcsaba labdarúgója volt. Innen igazolt a Diósgyőri VTK-hoz. Kétszeres kupagyőztes és egyszeres bajnoki bronzérmes a csapattal. 1981-ig 146 mérkőzésen 2 gólt szerzett. 1981 és 1987 között a Ferencváros játékosa lett.
Kétszeres bajnok ezüstérmes a csapattal. A Fradiban 136 élvonalbeli bajnoki mérkőzésen szerepelt és 12 gólt lőtt. 1987-ben Svédországba, az IF Elfsborg csapatához szerződött. 1989-ben a német harmadosztályú VfL Herzlakehez igazolt. Pályafutását egy osztrák alacsonyabb osztályú csapatban fejezte be.

### A válogatottban
1979 és 1982 között 12 alkalommal szerepelt a válogatottban. Hatszoros olimpiai válogatott (1979–80), 10-szeres ifjúsági válogatott (1977) 10-szeres utánpótlás válogatott (1979), 24-szeres egyéb válogatott (1979–83).

## Sikerei, díjai
- Magyar bajnokság
  - 2.: 1981–82, 1982–83
  - 3.: 1978–79
- Magyar kupa (MNK)
  - győztes: 1977, 1980
  - döntős: 1981, 1986

## Statisztika

### Mérkőzései a válogatottban
| Magyarország | Magyarország         | Magyarország                       | Magyarország  | Magyarország | Magyarország  | Magyarország       | Magyarország | Magyarország |
| #            | Dátum                | Helyszín                           | Hazai         | Eredmény     | Vendég        | Kiírás             | Gólok        | Esemény      |
| ------------ | -------------------- | ---------------------------------- | ------------- | ------------ | ------------- | ------------------ | ------------ | ------------ |
|              | 1979. április 18.    | Pitești                            | Románia       | 2 – 0        | Magyarország  | olimpiai selejtező | -            |              |
|              | 1979. május 30.      | Miskolc-Diósgyőr, DVTK-stadion     | Magyarország  | 3 – 0        | Románia       | olimpiai selejtező | -            |              |
| 1.           | 1979. szeptember 12. | Nyíregyháza                        | Magyarország  | 2 – 1        | Csehszlovákia | barátságos         | -            |              |
| 2.           | 1979. szeptember 26. | Bécs, Práter-stadion               | Ausztria      | 3 – 1        | Magyarország  | barátságos         | -            |              |
| 3.           | 1979. október 17.    | Debrecen, Nagyerdei stadion        | Magyarország  | 3 – 1        | Finnország    | Eb-selejtező       | -            |              |
|              | 1979. október 31.    | Wrocław                            | Lengyelország | 1 – 0        | Magyarország  | olimpiai selejtező | -            |              |
|              | 1979. november 14.   | Miskolc-Diósgyőr, DVTK-stadion     | Magyarország  | 2 – 0        | Lengyelország | olimpiai selejtező | -            |              |
|              | 1979. november 24.   | Miskolc-Diósgyőr, DVTK-stadion     | Magyarország  | 3 – 0        | Csehszlovákia | olimpiai selejtező | -            |              |
|              | 1980. április 13.    | Prága                              | Csehszlovákia | 3 – 2        | Magyarország  | olimpiai selejtező | -            |              |
| 4.           | 1980. május 31.      | Budapest, Népstadion               | Magyarország  | 3 – 1        | Skócia        | barátságos         | -            | 63'          |
| 5.           | 1980. október 8.     | Bécs, Práter stadion               | Ausztria      | 3 – 1        | Magyarország  | barátságos         | -            | 60'          |
| 6.           | 1980. november 19.   | Halle, Kurt-Wabbel-Stadion         | NDK           | 2 – 0        | Magyarország  | barátságos         | -            |              |
| 7.           | 1981. április 28.    | Luzern, Allmend-stadion            | Svájc         | 2 – 2        | Magyarország  | vb-selejtező       | -            | 75'          |
| 8.           | 1981. május 13.      | Budapest, Népstadion               | Magyarország  | 1 – 0        | Románia       | vb-selejtező       | -            | 78'          |
| 9.           | 1981. október 14.    | Budapest, Népstadion               | Magyarország  | 3 – 0        | Svájc         | vb-selejtező       | -            |              |
| 10.          | 1981. november 18.   | London, Wembley Stadion            | Anglia        | 1 – 0        | Magyarország  | vb-selejtező       | -            | 76'          |
| 11.          | 1982. február 11.    | Auckland, Smart-stadion            | Új-Zéland     | 1 – 2        | Magyarország  | barátságos         | -            |              |
| 12.          | 1982. február 14.    | Christchurch, II. Erzsébet Stadion | Új-Zéland     | 1 – 2        | Magyarország  | barátságos         | -            |              |
|              | Összesen             |                                    |               | 12           | mérkőzés      |                    | 0            | gól          |